# Dieter Schweikard
Dieter Schweikard (* 9. Januar 1942 in Hemer) ist ein deutscher Kammersänger.

## Leben
Schon während seiner Ausbildung zum Glockengießer begann Dieter Schweikard im Alter von 17 Jahren seine Gesangsausbildung an der Hochschule für Musik und Tanz Köln, Abteilung Wuppertal. Mit 23 Jahren hatte er sein erstes Engagement am Staatstheater Saarbrücken. Es folgten weitere Verpflichtungen an verschiedenen Bühnen – unter anderem an der Staatsoper Hannover, den Wuppertaler Bühnen, der Dortmunder Oper, der Deutschen Oper am Rhein und der Kölner Oper. Seit 1988 ist Schweikard festes Mitglied des Ensembles der Kölner Oper.
Seine Gastengagements führten ihn an alle großen Opernhäuser Europas, so zum Beispiel nach Berlin, Paris, Hamburg, München, Rom, Brüssel, Neapel und Amsterdam. Ab 1981 sang der Bassist 12 Jahre lang bei den Bayreuther Festspielen. Schweikard arbeitete mit bedeuteten Dirigenten und Regisseuren des 20. Jahrhunderts wie Georg Solti, Giuseppe Sinopoli, Wolfgang Wagner oder Grischa Barfuss. In den 1980er Jahren gründete und leitete Schweikard die Kammeroper in Herdecke und Ende der 1990er rief er die Kinderoper an der Kölner Oper ins Leben.
Parallel zu seinen Auftritten widmet er sich der Ausbildung junger Sänger als Lehrender an der Musikhochschule Köln, gibt weltweit Meisterkurse und ist Gründer und Leiter der Internationalen Sängerakademie in Wels, Österreich.